# NGC 4626
NGC 4626 ist eine Spiralgalaxie vom Hubble-Typ Sbc im Sternbild Jungfrau auf der Ekliptik. Sie ist schätzungsweise 125 Millionen Lichtjahre von der Milchstraße entfernt und hat einen Durchmesser von etwa 55.000 Lj.

In dieser Galaxie wurde die Typ-2 Supernova SN 2012cr beobachtet.
Das Objekt wurde am 20. März 1789 von William Herschel entdeckt.